# 제9임무지원사령부
제9임무지원사령부(9th Mission Support Command (9th MSC))는 하와이주 호놀룰루, 포트 샤프터에 있는 미국 육군 예비군의 지원사령부이다.

## 역사
1962년 1월 16일, 제9(IX)군단 (증강)로 창설되었다.
1987년 4월 27일, 제9군단 (증원)으로 개편되었다.
1995년 10월 1일, 일본 캠프 자마에서 제9예비군사령부로 개편되었다.
1997년 12월, 포트 디루시)에서 포트 샤프터로 이사하였다.
1998년 1월 31일, 제9지역지원사령부로 개편되었다.
2002년 11월 4일, 제9지역신속대응사령부로 개편되었다.
2008년 4월 16일, 제9임무지원사령부)로 개편되었다.

## 편성
- 미국 태평양 육군 지원부대 - 하와이주 호놀룰루
  - 주하와이 지원부대(USU HI) - 하와이주 호놀룰루
  - 주일 미군 지원부대(USU J) - 캠프 자마
  - 주한 미군 지원부대(USU K) - 캠프 험프리스
  - 제124분견대 (TM D) - 하와이주 호놀룰루
  - 제127분견대 (TM D) - 미국령 사모아 파고파고
  - 제30분견대 (TM B) - 하와이주 호놀룰루
  - 제305분견대 (이동) - 하와이주 호놀룰루
- 제303기동개선여단 - 하와이주 호놀룰루
- 제322민사여단 - 하와이주 호놀룰루
- 제4960다기능훈련여단 - 하와이주 호놀룰루
- 제3동원지원단 - 알래스카주 포트 리처드슨
  - 제3301동원지원대대 - 포트 웨인라이트
  - 제3302동원지원대대 - 하와이주 호놀룰루
  - 제3303동원지원대대 - 괌 바리가다
  - 제3304동원지원대 - 하와이주 호놀룰루
  - 제3305동원지원대 - 하와이주 호놀룰루
- 제658지역지원단 - 대한민국 캠프 험프리스; 2011년 10월, 창설[1]
  - 제368헌병중대 (CS) - 괌 바리가다
- 태평양 전구지원단 - 하와이주 호놀룰루
  - 오아이후 분견대 - 하와이주 호놀룰루
  - 알래스카 분견대 - 포트 리처드슨
  - 미국령 사모아 분견대 - 미국령 사모아 파고파고
  - 마리아나 분견대 - 괌 바리가다
- 제302수송터미널대대 - 하와이주 호놀룰루
- 제411공병대대 - 하와이주 호놀룰루
- 제1984육군병원 - 하와이주 호놀룰루
  - 알래스카 분견대 - 포트 리처드슨
  - 하와이 분견대 - 하와이주 호놀룰루
  - 괌 분견대 - 괌 바리가다

## 계보
- 1962년 1월 16일, IX Corps (Augmentation)→제9(IX)군단 (증강)
- 1987년 4월 27일, IX Corps (Reinforcement)→제9군단 (증원)
- 1995년 10월 1일, 9th Reserve Command→제9예비군사령부
- 1998년 1월 31일, 9th Regional Support Command→제9지역지원사령부
- 2002년 11월 4일, 9th Regional Readiness Command→제9지역신속대응사령부
- 2008년 4월 16일, 9th Mission Support Command→제9임무지원사령부

## 같이 보기
- 제1임무지원사령부 (1st MSC) - 푸에르토리코
- 제7임무지원사령부 (7th MSC) - 독일

## 참고
1. ↑  Brendan Balestrieri (2013년 4월 2일). “Reserves guarantee continuity to U.S. operations” (영어). 중앙일보. 2018년 5월 10일에 확인함.